# Eugenius Auwerkeren
Eugenius (Eugène) Auwerkeren (Antwerpen, 1885. december 10. – Antwerpen, 1981. május 1.) olimpiai ezüstérmes belga tornász.
Az első világháború után az 1920. évi nyári olimpiai játékokon indult, és mint tornász versenyzett. Csapat összetettben ezüstérmes lett.